# Actinium
Actinium (af græsk; actinos, "stråle") er det 89. grundstof i det periodiske system, og har det kemiske symbol Ac: Under normale temperatur- og trykforhold optræder dette actinid som et stærkt radioaktivt sølvhvidt metal.

## Egenskaber
Actinium er omkring 150 gange så radioaktivt som radium; mere aktivt end plutonium. På grund af den intense stråling "gløder" dette relativt bløde metal med et svagt, blåligt lys, som kan ses i "mørklagte" omgivelser. I kemisk henseende har actinium egenskaber der ligner lanthan.

## Tekniske anvendelser
Actiniums stærke radioaktivitet udnyttes i neutron-kilder. Isotopen 225Ac bruges til fremstilling af 213Bi, som indgår i radiologisk behandling af immunforsvaret. 227Ac henfalder for det meste med en betapartikel og bliver til 227Th, men ca. 1% af henfaldene er alfapartikler, og efterlader en 223Fr: En opløsning der indeholder 227Ac er derfor en kilde til francium; et grundstof der selv henfalder meget hurtigt, og derfor skal "fremstilles til lejligheden" når der er brug for det til et eksperiment.

## Historie
Actinium blev opdaget i 1899 af den franske kemiker André-Louis Debierne, som isolerede stoffet fra begblende. I 1902 opdagede Friedrich Otto Giesel opdagede også actinium, uafhægigt af Debierne.

## Forekomst og udvinding
Actinium er et henfaldsprodukt af uran, og findes derfor i uranholdige mineraler, primært begblende, men oftere fremstilles stoffet ved at bombardere 226Ra med neutroner i en atomreaktor. Det rene metal udvindes ved at reducere actiniumfluorid med dampe af lithium ved 1100–1300 °C.

## Isotoper af actinium
Man kender 36 isotoper af actinium, men naturligt forekommende actinium består af én isotop; 227Ac — den mest "sejlivede" af actiniumisotoperne med en halveringstid på 21,772 år. De øvrige isotoper har halveringstider fra 10 dage og ned til 69 nanosekunder.